# Haapavesi
Haapavesi é um município da Finlândia.
Está localizado na província de Oulu, e faz parte da sub-região de Ostrobótnia do Norte. A cidade tem uma população de 7 364 habitantes (estimativas de março de 2010), e abrange uma área de 1,086.27 km², dos quais 36,57 km² é constituído por água. A densidade populacional é de 7,02 hab/km². 
A cidade é mais conhecida por realizar o Festival de Música de Haapavesi, que reúne conjuntos musicais de todo o mundo. Haapavesi também é conhecido por seus grandes esquiadores. O município é unilinguisticamente finlandês. 